# 羞恥心 (ユニット)
羞恥心（）は、フジテレビ系列で放送されていたクイズバラエティ番組『クイズ!ヘキサゴンII』から結成された男性3人組の企画ユニット、アイドルグループ。CDデビューは2008年、発売レーベルはFLIGHT MASTER。プロデュースは『ヘキサゴンII』司会者だった島田紳助が担っていた。
同番組に出演して誤答・珍解答を連発し、『おバカタレント』と呼ばれたつるの剛士・野久保直樹・上地雄輔の3人によって結成（3人とも、本業は歌手ではなく俳優）。デビューシングル「羞恥心」は2008年オリコン年間シングルチャート5位となるヒットを記録し、同年末の日本レコード大賞特別賞受賞や紅白歌合戦出場など、番組およびテレビ局の枠を超えて活動した。
2009年に「結成当初の想定通り」として音楽活動を休止。2011年、島田紳助の芸能界引退による『ヘキサゴンII』およびその関連企画の終了に伴い解散した。

## 概要
里田まい・スザンヌ・木下優樹菜の女性3人組おバカユニットPaboに続く、島田紳助プロデュースによる2組目の『ヘキサゴンII』発ユニットである。ユニット名は同番組内で上地が「羞恥心」を「さじしん」と読み間違えたことに由来している。CDデビュー時に「ちょっと勉強ができなくても好きなことを貫いて、夢と希望を与えられるユニットになりたい」と宣言していた。この後『ヘキサゴンII』から20組以上のユニットが結成されているが、『おバカキャラによるグループ』を明言して結成されたのはPaboと羞恥心、両者の合体ユニットのアラジンだけとなっている。
1980年代アイドル風の楽曲「羞恥心」でCDデビュー。同曲のヒットをフジパシフィック音楽出版は「社会現象的な大ヒット」と表現した。発売したシングル3作は全てオリコン年間シングルチャートの20位以内にランクインし、2008年のオリコン年間ランキング新人部門作品別/アーティスト別売上ランキングで1位を獲得。オリコンスタイルは羞恥心を「国民的人気キャラクター」「2008年を代表するキャラクター」などと評した。
2008年11月発行の『現代用語の基礎知識2009』に、「羞恥心／おバカキャラ」として掲載されている。
羞恥心として発表した単体名義の作品は、2008年に発表された「羞恥心」「泣かないで」「弱虫サンタ」のシングル3作のみである。CD化されているオリジナル楽曲数は6曲（リミックスを除く）で、『ヘキサゴンII』発ユニットの中ではサーターアンダギー、里田まい with 合田兄妹/家族に次ぐ数となっており、シングルを発表した『ヘキサゴンII』発ユニットの中で、最も多い累計売上枚数・平均売上枚数を記録している。
羞恥心の結成・人気拡大と同時期に、つるの・野久保・上地の3人も人気を博すに至った。それぞれが所属する芸能事務所は異なる。CDデビュー時の平均年齢は29歳で、歌手出身者もアイドル出身者もいない。羞恥心は元々「アイドルごっこ」という意識であり、ブレイク後も自分たちは俳優であると主張し、「アイドル」と扱われることには否定的であった。
歌手活動期間をファーストステージとし、その後をセカンドステージとした。セカンドステージは「個々が力をつける期間」とし、それを「その先のサードステージのため」としていたが、結果的に「サードステージ」と呼ばれた期間は存在しない。CDデビューから解散まで約3年半（ユニット名決定から解散までは4年以上）の期間があるが、活動のほとんどはファーストステージの数ヶ月間に集約されており、それ以降に羞恥心単体・メインの活動は行われていない。活動の途中に野久保の芸能活動休業と『ヘキサゴンII』降板があり、後半の約2年間は3人が揃うこと自体がなくなっていた。

## メンバー
年齢順につるのが長男、上地が次男、野久保が末っ子という立場で扱われる、または自ら称することがある。戦国三大武将に準えた「鳴かぬなら…ホトトギス、○です」というキャッチフレーズは、2008年1月30日放送の『ヘキサゴンII』内で発表された。
■羞（しゅう） - つるの剛士（1975年5月26日（49歳） - ）
リーダー。メンバーを『羞』『恥』『心』としたのはつるのであり、同じタイミングでリーダーに決定している。
イメージカラーは赤。立ち位置は中央。
キャッチフレーズは、「鳴かぬなら殺してしまえホトトギス、『羞』です」
リニューアル前の『クイズ!ヘキサゴン』時代から「おバカタレント」の称号が与えられている。番組初登場は2005年7月6日放送分と最も早く（ただし当初は中庸な成績で、それほど目立つ存在ではなかった）、常連となったのも2007年3月頃と最も早い。しかし、翌年の下半期以降は初期の頃と同じ中庸な成績に戻り、晩年は上位になったこともある。羞恥心以前に出演者テロップに付け加えられていた肩書きは「俳優/ミュージシャン」「俳優/元ウルトラマンダイナ」など。
2009年4月にカバーアルバム『つるのうた』でソロデビュー。番組発ユニットとしては他に「フレンズ」・「ツバサ」に参加した。
■恥（ち） - 野久保直樹（1981年5月14日（43歳） - ）
イメージカラーは青（メンバーのイメージカラーを提案したのは野久保である）。立ち位置は向かって右。
キャッチフレーズは、「鳴かぬなら鳴くまで待とうホトトギス、『恥』です」
番組初登場は2006年11月29日放送分。16位になり珍解答を連発し、紳助に「香田晋の後継者が現れた」と言われる。常連化は上地と同じく2007年7月以降。羞恥心以前のテロップの肩書きは「俳優/元高校球児・プロ野球ドラフト候補」など。
他の2人と比べてキャラクターや存在感が薄いとネタにされることがあり、本人もそれを認める発言をしていた。
2009年7月の『FNS26時間テレビ』出演をもって一時芸能活動を休業、活動再開後も『ヘキサゴンII』には復帰しなかった。羞恥心での急激なブレイクによる知名度と実力との差に違和感を覚えるようになり、紳助に相談をした上で自らの意志でバラエティから離れた、と後に明かしている。
『ヘキサゴンII』以外での歌手活動の経験はない。
メンバー唯一の独身でもある。
■心（しん） - 上地雄輔（1979年4月18日（46歳） - ）
イメージカラーは黄。立ち位置は向かって左。
キャッチフレーズは、「鳴かぬなら鳴かせて見せようホトトギス、『心』です」
番組初登場は2007年6月27日放送分。いきなり最下位になり、すぐに常連出演者となる。羞恥心以前のテロップの肩書きは「俳優/松坂大輔の高校野球部の先輩」など。
羞恥心のCDデビューをすぐに受け入れたつるのとは対照的に、「最後まで『無理』『やだ』とワガママを言った」と明かしている。2008年のランキング等では他2人や羞恥心をも上回る結果を出しており、「2008年を代表するタレント」の一人とされた。
2009年3月に「遊助」名義でソロデビュー。シングル「ひまわり」は羞恥心のセカンド・サードシングルを上回る売上枚数を記録し、同年のCD総売上金額は、2008年の羞恥心を超えた。

### DVDドラマ
シングル付属のDVDに、「地球の平和を守るために戦う、ちょっとおバカだけど愛すべき3兄弟の物語」という設定のショートドラマが収録された。その中では互いを実名ではなく「羞」「恥」「心」、「兄ちゃん」「弟」と呼び合っている。

### アニメキャラクター
つるの・野久保・上地それぞれに相応する、「羞」「恥」「心」というキャラクターがある。
それぞれのイメージカラーの服とイメージカラーとは別の色の眼鏡を着用し、顔は個々にやや似せて描かれた、三頭身ほどの小人のようなキャラクター。「羞恥心」のミュージックビデオで初登場。以降CD付属のDVDに1分程度のアニメが収録されたほか、『ヘキサゴンII』の番組グッズなどで展開された。このキャラクターを元にした「羞恥心キューピー」「羞恥心キティ」が公式に作られている。並び順は左から「羞」・「恥」・「心」が基本で、実際の羞恥心の立ち位置（左から心・羞・恥）とは異なる。
2010年に発売されたニンテンドーDSソフト『クイズ!ヘキサゴンII』にも登場。
『WE LOVE ヘキサゴン 2011』発売時に、アルバム参加者全員の統一されたタッチでの似顔絵が発表されたが、羞恥心の3人はこのアニメキャラクターのままで、最後までこれ以外のキャラクターでは描かれなかった。

## 略歴

### 結成〜CDデビュー発表
先にCDデビューをしたのはPaboであるが、グループ名の決定は羞恥心の方が先である。Paboや後発の他ユニット群と同様に、当人達がユニット結成やCDデビューを志願したわけではない。
2007年7月11日の『クイズ!ヘキサゴンII』で初めてつるの・野久保・上地の3人（以下、文中の「3人」はつるの・野久保・上地のことを表す）が揃って出演し、番組冒頭ナレーションで「“イケメンおバカ三銃士”が登場」と紹介された。その後7月25日の放送で共演者の品川祐（品川庄司）が「（Paboに続いて）ついでに男3人でアルフィーみたいなの作ればいい」と提案。8月1日の放送で紳助がユニット名を『羞恥心』と決定。「イメージは少年隊」とし、さらにリーダーをつるの、それぞれを『羞』『恥』『心』と決定するやり取りが行われた。その後しばらくの間は特に動きはなく、「羞恥心」は単なる番組内での3人の呼び名であった。また9月以降は3人が番組に揃わないことも増えた。上地はこの時期を「羞恥心はあるようでない感じでフワフワ〜っと存在し続けた」としている。
2008年1月2日放送の『ヘキサゴンII』において「春にデビュー予定」と発表され、3人の出演者紹介テロップに加えられる肩書きが一様に「俳優／羞恥心」となった。3月5日の放送でデビュー曲「羞恥心」を初披露。オンエア直後から開始された着うた配信が「フジメロのダウンロード記録を更新」と発表された。この時期から3人は毎週『ヘキサゴンII』に出演している。

### CDデビュー〜2008年の活動
2008年4月9日、デビューシングル「羞恥心」発売。同日に池袋サンシャインシティで行われたデビューイベントには約2000人が集まった。翌4月9日付のオリコンデイリーチャートで1位を獲得、週間2位・月間1位・年間5位というチャート成績を記録し、ユニットおよび『ヘキサゴンII』最大のヒット曲となる。
6月25日にセカンドシングル「泣かないで」を発売。同日に行われたイベントは各会場の動員記録に影響を与え、合計で約24000人を動員した。7月30日にPaboとの合体ユニット・アラジンとしてシングル「陽は、また昇る」を発売。8月6日に主演ドラマ『お台場探偵羞恥心 ヘキサゴン殺人事件』が放送された。この時期に紳助が『ヘキサゴンII』内で、「本物のアイドルみたいになってきた」「秋にアルバムを出して、紅白出て、撤収（解散）」などと発言している。
10月4日に『ヘキサゴンファミリーコンサート』開催、それぞれのソロ楽曲も披露された。新曲「我が敵は我にあり」「南の島〜友へ〜」を含む番組発コンピレーション・アルバム『WE LOVE ヘキサゴン』はオリコン1位を獲得。同月、羞恥心とPaboのメンバーおよび『ヘキサゴンII』プロデューサーの神原孝に「フジテレビ社長賞」が授与された。
紳助は引退後に、引退会見の中で「（芸能界の）てっぺんに立った半年間」と表現した時期を、羞恥心が人気を博したこの頃だったと言及している。

### 2008年末〜歌手活動終了
11月19日に東京スポーツが「羞恥心が2009年1月2日の特番をもって解散」と報じ、翌日『ギネス世界記録2009』の記者会見上でこの件に触れられた上地が解散を否定した。11月25日に「羞恥心 with Pabo」として『第59回NHK紅白歌合戦』出場が決定、同日に開かれた初出場会見には出席せず後日単独での会見が行われた。
12月10日に3枚目のシングル「弱虫サンタ」を発売、初のオリコン週間1位を獲得した。その1週間前には『2008 FNS歌謡祭』に出演し、番組内にVTRで（プロデューサーの「カシアス島田」という立場で）登場した紳助から「2009年1月2日をもってファーストステージ終了」と、歌手活動の終了が発表された。紳助はこれを「CDデビュー当初からの予定通り」とし、「3人を元の持ち場に返す（俳優活動に注力させる）」と宣言した。メンバーも「解散ではない」と強調した。
2008年末は読売テレビ『ベストヒット歌謡祭』、テレビ朝日『ミュージックステーションスーパーライブ』など、フジテレビ以外の音楽特番に出演した。12月30日に『第50回日本レコード大賞』にてカシアス島田とともに「特別賞」を受賞。12月31日に『第59回NHK紅白歌合戦』に出演、同日はフジテレビ『FNS2008年クイズ!!』に掛け持ちで出演している。ヘキサゴンファミリーとともに「羞恥心〜陽は、また昇る 紅白スペシャル」を披露、同放送での歌手別視聴率において最高記録となった。
2009年1月1日、午前に神戸、午後より東京で、ファーストステージ最後のライブイベント『謹賀新年!羞恥心新春歌謡ショー』を開催。「僕たちは普通のおバカに戻ります」と、キャンディーズ風の宣言で締められた。羞恥心単体のイベントはこれが最後となった。翌1月2日放送の『ヘキサゴンII』を「ファーストステージ最終章」とし、『羞恥心』のフルバージョンをTV放送で初披露して、歌手活動を終了。同放送内で紳助より「解散ではないし、3人はこれからもヘキサゴンに出続ける」と改めて明言された。

### 2009年以降
『ヘキサゴンII』以外の場で3人が揃うことは、紳助が司会の別番組にヘキサゴンファミリーとして出演したときだけとなり、それ以外の場で個々が「羞恥心メンバーの…」と扱われることは減っていった。3月に上地が、4月につるのがソロ歌手デビュー。ともに『ヘキサゴンII』でソロ楽曲を披露し、以降も新作発表のたびに番組で曲を披露するようになった。2人のソロ活動のプロデュースに紳助や番組は関わっていない。
7月25日・26日放送の『FNSの日26時間テレビ 2009 超笑顔パレード 爆笑!お台場合宿!!』を紳助およびヘキサゴンファミリーが担当することとなり、つるのと崎本大海による新ユニット・フレンズが行う全国縦断弾丸イベントに上地・野久保も同行することを発表、「限定復活」とされた。当日は各会場で羞恥心の楽曲を披露。その放送のエンディングで紳助から「野久保は明日から、勉強のため旅に出ます」と、『ヘキサゴンII』から離れることが発表された。これは後に野久保が自ら「バラエティを卒業した」と述懐しており、その後3人が表舞台に揃うことは解散発表時まで一切なかった。
10月31日に開催された『ヘキサゴンファミリーコンサート2009』では野久保のパートを紳助が代役を務めた「泣かないで」のほか、渡辺正行ら別出演者による羞恥心が披露された。以降2010年のコンサートなどでは、野久保の映像を用いる演出でその不在に対応した。CD・DVDのジャケットや関連グッズなどでは、野久保のアニメキャラクター「恥」を用いる措置が取られている。

### ヘキサゴンII終了・解散
2011年8月23日、紳助が暴力団関係者と交際があったことを理由に芸能界から引退。同日に行われた会見の中で「ヘキサゴンという番組が当たって、そこから自分の子供のような人たちがスターになっていったのが嬉しかった」という旨を述べている。レコード会社は、CDの回収や出荷停止などの措置は取らないと発表した。9月13日に『ヘキサゴンII』の打ち切りが決定、同月28日に放送された最終回の最後の場面にて、「羞恥心」の衣装に着替えたつるのと上地が「ヘキサゴンは永久に不滅です」と宣言した。
2011年11月26日、『ヘキサゴンファミリーコンサート2011』開催。出演告知のなかった野久保が、コンサート途中でサプライズで登場。約2年ぶりに3人全員が公の場に揃い、さらにこのコンサート中に正式に解散が発表された。つるの・野久保・上地はそれぞれのブログやTwitterでその心情を明かした。

### 解散後
コンサート以降、羞恥心が揃う場面はなかったが、2017年に再婚したヘキサゴンのプロデューサーの神原孝の結婚式や2015年12月12日に、同年8月に結婚した上地の結婚式で当時の衣装で一夜限りの復活が実現したが、つるのや野久保、ヘキサゴンで共演していた品川（品川庄司）のInstagramで写真を載せたのみで、映像化などはされていない。
2019年3月11日、大阪で行われた遊助（上地）のデビュー10周年ライブにて「羞恥心」を披露。客前では2011年のヘキサゴンライブ以来の復活を遂げた。正式な発表はされていないが、映像化される予定は無い。

### 受賞歴
- 第50回日本レコード大賞 特別賞（2008年）

## 作品

### シングル
全楽曲の作詞はカシアス島田、作曲は高原兄、編曲は斉藤文護・岩室晶子。
1. 羞恥心（2008年4月9日）
2. 泣かないで（2008年6月25日）
3. 弱虫サンタ（2008年12月10日） - カップリングに羞-Shu-（つるの剛士）のソロ楽曲「何もかもが君だった」を収録。

### アルバム発表曲
- 我が敵は我にあり（2008年10月22日、『WE LOVE ヘキサゴン』収録）
- 南の島 〜友へ〜（同上 ※シークレットトラック）

### リミックス
- 羞恥心〜Shame Remix 2010〜（2010年11月17日、『WE LOVE ヘキサゴン 2010』特典ディスク収録）
- 弱虫サンタ〜Shame Remix 2011〜（2011年11月23日、『WE LOVE ヘキサゴン 2011』ボーナストラック）

## 出演

### テレビ
- クイズ!ヘキサゴンII（2007年 - 2011年、フジテレビ）
- お台場探偵羞恥心 ヘキサゴン殺人事件（2008年8月6日、フジテレビ）
- FNSの日 26時間テレビ2009　超笑顔パレード〜爆笑!お台場合宿〜（2009年7月25日・26日、フジテレビ）

音楽特番
- ベストヒット歌謡祭2008（2008年11月27日、読売テレビ）
- 2008 FNS歌謡祭（2008年12月3日、フジテレビ）
- MUSIC STATION SUPER LIVE 2008（2008年12月26日、テレビ朝日）
- 第50回 輝く!日本レコード大賞（2008年12月30日、TBS）
- 第59回NHK紅白歌合戦（2008年12月31日、NHK）

### ラジオ
- 羞恥心のオールナイトニッポン（2008年4月18日・10月24日[注 9]、ニッポン放送）

### その他
- お台場学園2008〜文化祭〜 イメージキャラクター（2008年）
- お台場冒険王ファイナル イメージキャラクター（2008年）

### NHK紅白歌合戦出場歴
| 年度/放送回               | 回 | 曲目                                 | 出演順 | 対戦相手 | 備考       |
| ------------------------- | -- | ------------------------------------ | ------ | -------- | ---------- |
| 2008年（平成20年）/第59回 | 初 | 羞恥心～陽は、また昇る紅白スペシャル | 19/26  | aiko     | Paboと共演 |

## 影響・パロディなど
羞恥心の代表的なパロディユニットに、バラエティ番組『はねるのトびら』内で結成された悲愴感があり、その解散ライブで羞恥心と共演している。因みに悲愴感には、ヘキサゴンファミリーの一員である田中卓志（アンガールズ）が参加している。ただ、羞恥心はポニーキャニオン子会社のフライトマスターだったが、悲愴感の3人はフライトマスターを知らなかったので発売元がポニーキャニオン本体になった。
2008年頃には、羞恥心や『ヘキサゴンII』と直接関係があるかないかにかかわらず、『〜界の羞恥心』を自称するユニットがあったり、特に「テレビ番組発の企画」としてのユニットの会見の中では「羞恥心を意識しているか」という問いかけがあったりした。『ヘキサゴンII』発のおバカキャラとして羞恥心の先輩にあたる香田晋は、羞恥心のブレイク時に自ら「演歌界の羞恥心です」と称したことがある。
2008年にオリックス・バファローズ所属（当時）の大引啓次が自身を中心に坂口智隆・小瀬浩之とオリックス版「羞恥心（Bs羞恥心）」を結成。スポーツニュースの見出しに使われるなど、“当人たちだけの遊び”にとどまらない呼び名となった。
2009年1月に千葉ロッテマリーンズ所属（当時）の西岡剛が『ヘキサゴンII』に出演し、“おバカキャラ”を露呈する結果となった。その放送後に西岡は大阪桐蔭高校OBの中田翔・平田良介とともにプロ野球版羞恥心「好奇心」の結成を宣言した。「好奇心」は、2009年4月に野久保とFUJIWARAが映画PRイベント上で結成したユニット名としても用いられている。
韓国の音楽グループ・MBLAQが2011年に日本デビューする際、「韓国の羞恥心」というキャッチコピーが用いられた。MBLAQのメンバーが韓国内で“おバカアイドル”とされていたことに由来している。
ネットアニメ『やわらか戦車』第18話（2008年公開）に、「笠恥羞」（りゅうちしゅう）という三人組の音楽グループが登場している。
2020年のTV番組『戦国炒飯TV 〜なんとなく歴史が学べる映像〜』では、今川氏真(演：吉田大輝)・武田勝頼(演：鈴木志遠)・北条氏政(演：福島和樹)の三人が、番組内コーナー「古田織部のひょうげ御殿」の2世武将特集で共演したことをきっかけに、“実家を滅亡させた2世武将トリオ”「不用心」を結成。同番組内の音楽コーナー「ミュージックトゥナイト」にも出演し、グループと同名のデビュー曲「不用心」を披露した。
前述のアンガールズ田中がMCを務める番組『呼び出し先生タナカ』の2022年8月14日のテストで国語の漢字書き取りでレギュラー出演者である島太星が「松竹梅」と出されたのを島が「小中大」と書いて不正解となり続く「次の部首を使っている漢字を三つ書きなさい（くにがまえ）」が出題された際に、島と彼と同じく同じくレギュラーのおバカ回答者である横川尚隆と小宮璃央の2人が最初の2つが次々と間違える珍回答を見せたが、最後の1つに対して小宮と横川が小宮は答えが思い浮かばずに適当に書いた「国」、島がくにがまえの中に小・中・大を入れて回答した「因」という「諦めたら正解」と言うミラクルを起こす。するとこの回でゲストとして出演していたつるのが「3人揃って羞恥心と同じく『小中大』というチームを組めばいいんじゃないか？」と提案を持ち掛ける。つるのがヘキサゴンでのクイズの珍回答がキッカケで羞恥心が結成された秘話を言い本番組のMCである田中（タナカ先生）もその提案に乗り気であったことによって結成された。
そして田中自らが作詞（この時の作詞のネーミングはカシアス島田になぞらえカシアス田中、2曲目は普通にタナカ先生）、レコーディングとダンス（なお、振付指導した人は羞恥心の楽曲で振り付けを行うカーニバル三浦が担当）したデビュー曲『諦めて正解』を披露、披露後タナカ先生から「神原さんから言っておく」と言われ以降本番組のEDとして使われ2023年5月8日放送回では好評につき2曲目「ワンチャン100点ネバーギブアップ」を披露した。

## 後継ユニット
2009年1月の羞恥心の歌手活動終了後、島田紳助のプロデュースによって“ポスト羞恥心”とされた男性ユニットが作られた。紳助がカシアス島田名義でプロデュース・作詞を担い、実際に「ポスト羞恥心」と扱われた新選組リアンが2009年10月にデビュー（2014年10月解散）、同じく紳助のプロデュースで「ヘキサゴンから誕生した新たなイケメン三銃士」というキャッチコピーが用いられたサーターアンダギーが2010年2月にデビューした（2013年2月解散）。
新選組リアンとサーターアンダギーはともに野久保の『ヘキサゴンII』降板後に結成されており、3人全員が揃った羞恥心との共演は2011年のヘキサゴンファミリーコンサートが最初で最後となった（ただし、山口純は体調不良で休んでいたため、野久保との共演は最後まで実現しなかった）。